# Copa do Mundo IBSA de Futebol de Cinco
A Copa do Mundo de Futebol de Cinco é uma competição organizada pela IBSA (Federação Internacional dos Desportos para Cegos). Criada em 1998, a competição que 
atualmente ocorre de quatro em quatro anos, teve sua primeira edição na cidade Campinas, interior de São Paulo. A competição conta com um grande domínio brasileiro e argentino, com o Brasil vencendo 5 das sete edições, enquanto os argentinos venceram três vezes a competição.

## História
Futebol de cego - ou futsal, como também é conhecido - tornou-se um esporte oficial do IBSA em 1996, quando a federação decidiu levar o jogo a campo. A primeira tarefa foi concordar e aprovar regras reconhecidas internacionalmente. 
Com um conjunto de regras, o primeiro Campeonato Europeu IBSA foi realizado em Barcelona, Espanha, e o primeiro Campeonato Americano ocorreu em Assunção, no Paraguai, em 1997.
Desde então, campeonatos regionais e mundiais do IBSA são realizados regularmente e torneios internacionais amigáveis, como a Copa IBSA e o World Grand Prix são uma característica regular no calendário de futsal cego.

## Títulos
| Ordem | País      | 1º | 2º | 3º |
| ----- | --------- | -- | -- | -- |
| 1     | Brasil    | 5  | 1  | 2  |
| 2     | Argentina | 3  | 4  | 0  |
| 3     | Espanha   | 0  | 2  | 3  |
| 4     | China     | 0  | 0  | 2  |